# Boris Sidis

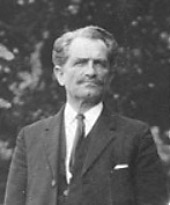
Boris Sidis

Boris Sidis (ur. 12 października 1867 w Berdyczowie, zm. 24 października 1923 w Portsmouth) – amerykański lekarz, psycholog i psychiatra pochodzący z rodziny żydowskiej mieszkającej na terenie Ukrainy. Uciekając przed prześladowaniami policji carskiej, w 1887 wyemigrował do USA. Założyciel New York State Psychopathic Institute i czasopisma „Journal of Abnormal Psychology”.
Ojciec cudownego dziecka, Williama Sidisa.

## Wybrane prace
- The Psychology of Suggestion: A Research into the Subconscious Nature of Man and Society (1898)
- Psychopathological Researches: Studies in Mental Dissociation (1902)
- Multiple Personality: An Experimental Investigation into Human Individuality (1904)
- An Experimental Study of Sleep (1909)
- Philistine and Genius (1911)
- The Psychology of Laughter (1913)
- The Foundations of Normal and Abnormal Psychology (1914)
- Symptomatology, Psychognosis, and Diagnosis of Psychopathic Diseases (1914)
- The Causation and Treatment of Psychopathic Diseases (1916)
- The Source and Aim of Human Progress: A Study in Social Psychology and Social Pathology (1919)
- Nervous Ills: Their Cause and Cure (1922)